# Mohamed Lamine Zemmamus
Mohamed Lamine Zemmamus (arabul: محمد الأمين زماموش) (Mila, 1985. március 19. –) algériai labdarúgó, jelenleg az algériai élvolnabeli USM Alger kapusa.

## Pályafutása a válogatottban
2009 decemberében Rabah Saadane bekerült a 2010-es Afrikai nemzetek kupáján részt vevő válogatottba, így utazhatott Angolába. A 2010-es labdarúgó-világbajnokságra utazó 23 fős keretbe már nem került be a szűkítés során kikerült.
A 2014-es labdarúgó-világbajnokságon második számú kapusa volt a válogatottjának és történelme során első alkalommal jutott tovább a csoportkörből, majd nyolcaddöntőben a Német labdarúgó-válogatott ellen hosszabbításban kaptak ki 2-1-re, amelyen a mérkőzés legjobbjának választották meg.

## Sikerei, díjai

### Klub
- USM Alger
  - Algériai első osztály bajnok: 2005, 2014
  - Algériai kupa győztes: 2004, 2013
  - Algériai szuperkupa győztes: 2014
- MC Alger
  - Algériai első osztály bajnok: 2010
  - Algériai szuperkupa győztes: 2006, 2007

### Egyéni
- az év kapusa Algériában: 2013, 2014